# Micropora brevissima
Micropora brevissima är en mossdjursart som beskrevs av Campbell Easter Waters 1904. Micropora brevissima ingår i släktet Micropora och familjen Microporidae. Inga underarter finns listade i Catalogue of Life.